# Maoriata montana
Maoriata montana là một loài nhện trong họ Orsolobidae.
Loài này thuộc chi Maoriata. Maoriata montana được Raymond Robert Forster & Norman I. Platnick miêu tả năm 1985.